# Бабатов, Магомед-Мухтар Османович
Магомед-Мухтар Османович Бабатов, более известный как Шейх Кяхулайский (1954, Параул, Карабудахкентский  район, Дагестанская АССР, РСФСР, СССР — 11 ноября 2015, пгт. Кяхулай, Махачкала, Дагестан, Россия) — муфтий, председатель Духовного управления мусульман Северного Кавказа в 1989 году. Шейх накшбандийский тариката. Один из трёх самых авторитетных суфийских лидеров Дагестана, наряду с Саидом-афанди Чиркейским и Сиражудином Хурикским.

## Биография
Родился в селе Параул Карабудахкентского района в 1954 году. По национальности — кумык. Долгое время работал имамом мечети в селе Тарки. 13 мая 1989 года в результате проведённой Конференцию мусульман Северного Кавказа, в которой приняло участие около 300 человек, был с должности муфтия был смещён Махмуд Геккиев и назначен Магомед-Мухтар Бабатов. 10 июля 1989 года по состоянию здоровья и в связи с семейными обстоятельствами он сложил с себя все полномочия, через несколько дней ему на смену пришёл Абдулла Алигаджиев. В основном Бабатов занимался религиозной деятельностью в трех крупных поселках Махачкалы, которые населяют кумыки – Тарки, Кяхулай и Альбурикент. По разным оценкам, у него было от 3 до 5 тысяч последователей, по некоторым данным 10 тысяч. В 1997 году получил иджазу от Магомед-Амина Гаджиева. В последние годы жизни работал имамом посёлка Кяхулай. Умер 11 ноября 2015 года, похоронен в селе Агачаул 12 ноября.

## Память
В честь Бабатова названы улицы в посёлке Альбурикент, Учкент.